# Oratoire Saint-Bernardin de Pise
L'oratoire Saint-Bernardin (en italien : Oratorio di San Bernardino) est un édifice religieux de Pise, dédié à saint Bernardin de Sienne.

## Histoire
Le bâtiment a été construit dans la seconde moitié du XVe siècle à l'intersection de la via Emilia et de la route de Florence. Construit à la demande de la population pour conjurer les violentes épidémies de peste, il fut achevé vers 1480.
Au cours du XIXe siècle, il a été restauré à plusieurs reprises et a été transformé en sacristie d'une nouvelle église plus grande construite dans la zone adjacente. Après une période d'abandon, il a fait l'objet de quelques travaux réalisés dans les premières décennies du XXe siècle.
Les bombardements de la Seconde Guerre mondiale ont détruit l'église adjacente à l'oratoire et causé des dommages au petit temple San Bernardino, pour lesquels de nouveaux travaux d'entretien ont été nécessaires.

## Description
C'est un édifice à Plan centré, entièrement en brique et doté d'une petite abside semi-circulaire. Un pignon en clocher-mur s'élève sur le toit. À l'intérieur, il y a des traces de décorations picturales qui s'étendent également jusqu'à la coupole.

## Source
- (it) Cet article est partiellement ou en totalité issu de l’article de Wikipédia en italien intitulé « Oratorio di San Bernardino (Pisa) » (voir la liste des auteurs).